# Манас (авіабаза)
Авіаба́за «Манас» — військовий аеродром, розташований на території Міжнародного аеропорту «Манас» у місті Бішкек у Киргизстані.  З 2011 по 2014 рік використовувався США відповідно до міждержавного договору.

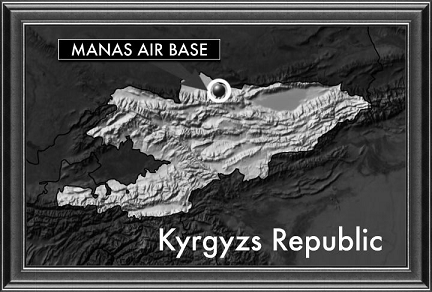

Авіабаза використовувалася з грудня 2001 року американськими ВПС відповідно до міжурядової угоди. Спочатку була названа на честь керівника нью-йоркської пожежної служби Пітера Ґансі, який загинув під час проведення рятувальних операцій після терористичної атаки 11 вересня 2001 у Всесвітньому торговельному центрі. Згодом керівництво збройних сил США перейменувало авіабазу «Ґансі» в авіабазу «Манас», тому що згідно з американським законодавством військові бази за межами США не можуть бути названі на честь американських громадян.
Головним завданням авіабази «Манас» були повітряні перевезення пасажирів і вантажів в Афганістан і з нього (на військово-транспортних літаках C-17) і паливозаправка (паливозаправник та KC-135) у небі над Афганістаном. Авіабаза «Манас» була основним аеромобільним центром для операції «Нескорена свобода».
3 червня 2014 року США закрили базу після 12 років використання.